# Engoulevent d'Arizona
Antrostomus arizonae
Espèce
Synonymes
- Antrostomus vociferus arizonae Brewster, 1881
(protonyme)
- Caprimulgus arizonae (Brewster, 1881)

Statut de conservation UICN

 LC  : Préoccupation mineure
L'Engoulevent d'Arizona, Engoulevent de l'Arizona ou Engoulevent du Mexique (Antrostomus arizonae) est une espèce d'oiseaux de la famille des Caprimulgidae, autrefois considérée comme une sous-espèce de l'Engoulevent bois-pourri (A. vociferus).

## Répartition
Cette espèce vit dans le Sud-Ouest des États-Unis et au Mexique.
Ces oiseaux vivent surtout la nuit, capturant des insectes en vol. Ils nichent au sol, dans des lieux ombragés par des feuilles mortes, et pondent deux œufs.